# Xestia trifida
Xestia trifida är en fjärilsart som beskrevs av Fischer de Waldheim 1820. Xestia trifida ingår i släktet Xestia och familjen nattflyn. Inga underarter finns listade i Catalogue of Life.